# Leticia Romero
Leticia Romero González (ur. 28 maja 1995 w Agüimes) – hiszpańska koszykarka, występująca na pozycjach rozgrywającej lub rzucającej, reprezentantka kraju, obecnie zawodniczka Walencji Basket.

## Osiągnięcia
Stan na 14 marca 2023, na podstawie, o ile nie zaznaczono inaczej.

### NCAA
- Uczestniczka rozgrywek:
  - Elite 8 turnieju NCAA (2015, 2017)
  - Sweet 16 turnieju NCAA (2015–2017)
- Laureatka nagród:
  - Sue Galkantas Offensive Player of the Year – dla najlepszej zawodniczki ofensywnej (2015, 2017)
  - Matthew Schmauch Leadership Award (2016)
- MVP turnieju Paradise Jam (2015)
- Zaliczona do:
  - I składu:
    - najlepszych pierwszorocznych zawodniczek Big 12 (2014)
    - turnieju:
      - regionalnego NCAA (2015 – Greensboro, 2017 – Stockton)
      - Surf N' Slam Classic  (2013)

    - konferencji Atlantic Coast (ACC – 2017)
    - All-ACC Academic (2016, 2017)

  - II składu:
    - Big 12 (2014)
    - ACC (2015)
    - turnieju ACC (2015)

  - składu:
    - honorable mention All-American (2015 przez Associated Press, 2016 przez WBCA)
    - Fall 2013 Big 12 Commissioner's Honor Roll
- Liderka Big 12 w liczbie strat (2014 – 131)
- Najlepsza pierwszoroczna zawodniczka kolejki konferencji Big 12 (11.11.2013, 20.01.2014, 3.02.2014, 3.03.3014)

### Drużynowe
- Mistrzyni:
  - Eurocup (2021)
  - Superpucharu FIBA Europe (2021)
  - Czech (2018, 2019)
- Wicemistrzyni Hiszpanii (2021, 2022)
- 3. miejsce w Eurolidze (2019)
- Zdobywczyni Superpucharu Hiszpanii (2021)
- Finalistka:
  - Pucharu Hiszpanii (2021)
  - Superpucharu Hiszpanii (2022)

### Indywidualne
- Liderka w asystach ligi czeskiej (2018)

### Reprezentacja

#### Seniorska
- Mistrzyni:
  - Europy (2017)
  - kwalifikacji olimpijskich (2016)
- Wicemistrzyni:
  - olimpijska (2016)[5]
  - świata (2014)
- Brązowa medalistka mistrzostw Europy (2015)
- Uczestniczka:
  - igrzysk olimpijskich (2024 – 5. miejsce)[6]
  - kwalifikacji do Eurobasketu (2019, 2023)

#### Młodzieżowe
Drużynowe
- Mistrzyni Europy:
  - U–20 (2015)
  - U–18 (2013)
  - U–16 (2011)
- Wicemistrzyni:
  - świata U–17 (2012)
  - Europy U–20 (2014)
- Uczestniczka mistrzostw:
  - świata U–19 (2013 – 4. miejsce)
  - Europy:
    - U–18 (2012 – 5. miejsce, 2013)
    - U–16 (2010 – 5. miejsce, 2011)

Indywidualne
- MVP Eurobasketu:
  - U–20 (2015)[7]
  - U–18 (2013)[8]
- Zaliczona do I składu mistrzostw:
  - świata U–17 (2012)[9]
  - Europy:
    - U–20 (2015)[7]
    - U–18 (2013)[8]
- Liderki Eurobasketu U–18 w przechwytach (2012 2,6)[10]